# Chisenbop
Chisenbop jest metodą używania palców w sposób podobny do abakusa aby wykonywać podstawowe matematyczne operacje. Mówi się, że ma koreańskie pochodzenie.

## Podstawy działania
Dłonie opierają się na stole. Rozpoczyna się od pozycji gdzie wszystkie palce są zawinięte lub unoszą się nad stołem.
Każdy palec (oprócz kciuka) prawej dłoni ma wartość jeden. Pokazanie palca wskazującego (albo naciśnięcie go o stół) wskazuje "jeden". Naciśnięcie wskazującego i środkowego oznacza "dwa", dodanie serdecznego to "trzy" a wszystkich czterech to "cztery". Kciuk prawej dłoni oznacza "pięć", tak więc sama piątka to tylko kciuk naciskający stół. 6,7,8,9 liczymy tak jak 1,2,3,4 ale z kciukiem naciskającym stół. Np. 7 to będzie- kciuk, palec wskazujący i środkowy.
Lewa dłoń reprezentuje cyfrę dziesiętną. Działa tak jak prawa dłoń tylko każda wartość jest pomnożona razy dziesięć. Każdy palec reprezentuje dziesiątkę oprócz kciuka będącego pięćdziesiątką. W ten sposób można określić liczby od 0 do 99 na palcach obu dłoni.

## Notacja Chisenbop
Proponowana notacja reprezentacji liczb:
```
. = palec nie dotykający stołu
o = palec dotykający stołu
- = kciuk nie dotykający
@ = kciuk dotykający

```

Wartości od 0 do 9 są pokazywane prawą dłonią:
```
-.... = 0
-o... = 1
-oo.. = 2
-ooo. = 3
-oooo = 4
@.... = 5
@o... = 6
@oo.. = 7
@ooo. = 8
@oooo = 9

```

Wartości większe niż 9 są pokazywane obiema dłońmi
```
..oo- -.... = 20
....@ @.... = 55
.ooo- @o... = 36

```